# خوسيه فالنسيا موريلو
خوسيه فالنسيا موريلو هو لاعب كرة قدم إكوادوري في مركز الدفاع، ولد في 19 مارس 1982 في Rosa Zárate ‏ في الإكوادور. لعب مع أياكس أمستردام وإف سي آيندهوفن وإل. دي. يو. كيتو وإن إي سي نيميخن وفيلم تو تيلبورغ ونادي فوبرتال الرياضي.

## وصلات خارجية
- خوسيه فالنسيا موريلو على موقع قاعدة بيانات كرة القدم.إي يو (الإنجليزية)
- خوسيه فالنسيا موريلو على موقع Soccerway.com (الإنجليزية)